# Макеев, Сергей Фёдорович

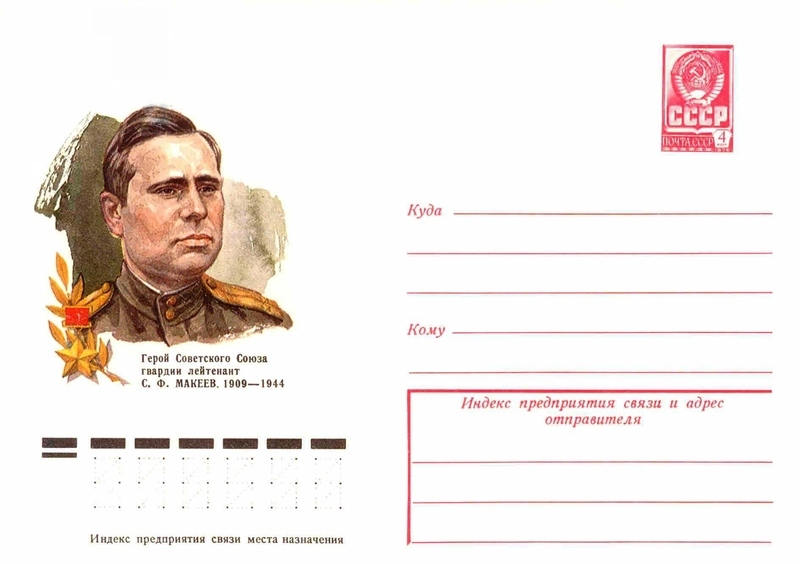

Серге́й Фёдорович Маке́ев (1909, Столбово, Московская губерния — 1 января 1944 года, Троянов, Житомирская область) — участник Великой Отечественной войны, командир танкового взвода Т-34 424-го танкового батальона 56-й гвардейской танковой бригады 7-го гвардейского танкового корпуса 3-й гвардейской танковой армии 1-го Украинского фронта, гвардии лейтенант. Герой Советского Союза (1944, посмертно).

## Биография
Родился 18 февраля (3 марта) 1909 года в сельце Столбове Московской губернии в семье русского крестьянина Федора Николаева Маккеева и его жены Екатерины Стефановой, крещён 25 февраля.
Работал на кирпичном заводе в городе Щербинка, слесарем в городе Подольске. С 1925 года жил в Москве. Работал шофёром 1-го класса в транспортной части ЦК партии. Одновременно учился в вечерней средней школе.
Служил в рядах Красной армии в 1931—1934 годах. Затем работал на московских предприятиях.
С 1941 года вновь в РККА. Член ВКП(б) с 1942 года. В 1943 году окончил Горьковское танковое училище. Участник Великой Отечественной войны с сентября 1943 года. Служил командиром танкового взвода 424-го танкового батальона 56-й гвардейской танковой бригады 7-го гвардейского танкового корпуса 3-й гвардейской танковой армии 1-го Украинского фронта. За бои на Днепре был награждён орденом Отечественной войны 2-й степени.

Во время боёв под Киевом в начале ноября 1943 года взвод Т-34 под его командованием действовал в головном отряде. В ходе развития наступления танковому батальону предстояло овладеть населённым пунктом Глеваха Васильковского района Киевской области. В нём находились значительные силы противника, а также прибывали ещё две колонны автомашин и повозок с вооружением, боеприпасами и снаряжением. Вот, как описаны эти события в наградном листе от 12.11.1943:
«… В боях на Киевском направлении за населённый пункт Глева́ха товарищ Макеев действовал со своими танками в головном отряде, несмотря на сильный огонь противника, рискуя своей жизнью, первым прорвался через оборону противника и своими решительными и смелыми действиями танком подавил две колонны противника численностью до 150 повозок с имуществом, вооружением и боеприпасами, 40 автомашин и гусеницами танка подавил до 200 солдат и офицеров противника. Этим самым товарищ Макеев дал возможность продвигаться главным силам наших частей. Сам товарищ Макеев первым ворвался в деревню Глева́ха в результате чего батальона пехоты противника остались в окружении и были уничтожены нашими частями, многие сдались в плен.
В этом неравном бою товарищ Макеев был ранен, но продолжал вести огонь по отходящему противнику.
За проявленное мужество и отвагу, смелость и решительность товарищ Макеев достоин присвоения звания Героя Советского Союза.»
12 ноября 1943 года представлен к награждению званием Героя Советского Союза за «проявленное мужество и отвагу, смелость и решительность» боях за населённый пункт Глеваха. Указ о награждении подписан 9 октября 1943 года.
1 января 1944 года в бою за село Троянов Житомирского района Житомирской области ворвался на танке в колонну врага. В этом бою погиб.
Указом Президиума Верховного Совета СССР «О присвоении звания Героя Советского Союза генералам, офицерскому, сержантскому и рядовому составу Красной Армии» от 10 января 1944 года за «образцовое выполнение боевых заданий командования на фронте борьбы с немецко-фашистскими захватчиками и проявленные при этом отвагу и геройство» удостоен посмертно звания Героя Советского Союза.

## Награды
- Медаль «Золотая Звезда» Героя Советского Союза (10 января 1944);
- орден Ленина (10 января 1944);
- орден Отечественной войны II степени (09.10.1943).

## Семья
Жена — Надежда Васильевна Макеева.

## Память
- Именем С. Ф. Макеева в 1965 году названа улица (бывшая 4-я Звенигородская) Пресненского района Москвы, на которой он жил с 1925 года.
- В 1978 году издан художественный маркированный конверт, посвящённый Макееву.